# Pälsdvärgspindel
Pälsdvärgspindel (Lasiargus hirsutus) är en spindelart som först beskrevs av Menge 1869.  Pälsdvärgspindel ingår i släktet Lasiargus och familjen täckvävarspindlar. Arten är reproducerande i Sverige. Inga underarter finns listade i Catalogue of Life.